# Capullito de alhelí
Capullito de alhelí es una película española de comedia estrenada en 1986, dirigida por Mariano Ozores y protagonizada en los papeles principales por José Luis López Vázquez y Jesús Puente.
La película está basada en la comedia homónima del dramaturgo español Juan José Alonso Millán.

## Sinopsis
Moisés e Hilario son dos homosexuales maduros que mantienen una relación amorosa a distancia mediante cartas y anuncios en la sección de contactos de un periódico. Los apodos que utilizan son ‘Capullito de alhelí’ y ‘El llanero solitario’. Hilario vive en Valencia y acaba de quedarse viudo, es por ello que decide irse a vivir a Madrid con Moisés. El día que escogen para iniciar su nueva vida juntos es el 23-F, el día en que el teniente coronel Antonio Tejero llevó a cabo su frustrado golpe de Estado, lo que les hace temer que volverán al infierno de la represión.

## Reparto
| Actor                   | Personaje  |
| ----------------------- | ---------- |
| José Luis López Vázquez | Moisés     |
| Jesús Puente            | Hilario    |
| Gracita Morales         | Rosa       |
| María Isbert            | Dominga    |
| Alfonso del Real        | Max        |
| Antonio Vico            | Agustín    |
| Rafael Hernández        | Camarero   |
| Carmen Roldán           | Magda      |
| Mapi Galán              | Raquel     |
| Joaquín Pascual         | Paralítico |
| Antonio Ozores          | Lutero     |
| Florinda Chico          | Vicenta    |